# Amador (pel·lícula)
Amador és una pel·lícula espanyola del 1966 escrita i dirigida per Francisco Regueiro, inscrita en el moviment "Nou cinema espanyol".

## Sinopsi
Amador és una home de negocis amb la particularitat que mata a les seves amants quan creu que ja n'ha tret prou profit d'elles. Així mata a la seva xicota Ana i marxa a Guadalajara, el seu lloc d'origen. Un cop aplega prou diners marxa a Torremolinos, on intenta viure d'estafar turistes. Allí es veu implicat novament en l'assassinat d'una jove turista alhora que s'enamora de Laure, una jove de Madrid.

## Repartiment
- Maurice Ronet - Maurice Ronet
- María Luisa Ponte - Tía Aurora
- Amparo Soler Leal - Laura
- Yelena Samarina - Julia
- José María Prada - Jesús

## Producció
Donat el fet que tracta sobre un assassí en sèrie durant la dictadura franquista se la considera transgressora. També destaca per la influència de la nouvelle vague en la posada en escena innovadora, els diàlegs existencialistes i l'abundància de monòlegs interiors per mostrar l'aspecte més psicòtic de l'assassí.